# Mantell Screes
I Mantell Screes sono degli speroni rocciosi alti circa 1.500 m e circondati da ghiaioni  situati a nordovest dell'Arkell Cirque, nel pendio settentrionale dei Monti Read, che fanno parte della Catena di Shackleton, nella Terra di Coats in Antartide. 
Nel 1967 fu effettuata una ricognizione aerofotografica da parte degli aerei della U.S. Navy. Un'ispezione al suolo fu condotta dalla British Antarctic Survey (BAS) nel periodo 1968-71.
Ricevette l'attuale denominazione nel 1971 dal Comitato britannico per i toponimi antartici (UK-APC), in onore del geologo e paleontologo britannico Gideon Mantell, lo scopritore dei primi resti fossili dell'iguanodonte e di altri tre rettili fossili.